# Synthetonychia oliveae
Synthetonychia oliveae är en spindeldjursart som beskrevs av Forster 1954. Synthetonychia oliveae ingår i släktet Synthetonychia och familjen Synthetonychidae. Inga underarter finns listade i Catalogue of Life.